# 東溫莎 (新澤西州)
東溫莎（英語：East Windsor）是位於美國新澤西州默瑟縣的一個鎮區。

## 地方資料
東溫莎的面積為40.55平方千米，當中陸地面積為40.32平方千米，而水域面積為0.23平方千米。根據2020年美國人口普查的數據，當地共有人口30045人，而人口密度為每平方千米740.94人。